# Nesogalepsus beieri
 Nesogalepsus beieri es una especie de mantis de la familia Tarachodidae.

## Distribución geográfica
Se encuentra en Madagascar.